# Iron Mask
Iron Mask es una banda de power metal de Bélgica, fundada en 2001 por el guitarrista belga Dushan Petrossi, reconocido además por su trabajo en la banda de metal sinfónico Magic Kingdom.

## Historia

### Revenge Is My Name (2002)
Dushan Petrossi, entonces guitarrista de Magic Kingdom, decide firmar en 2002 un contrato con la discográfica Lion Music2, para grabar un nuevo proyecto, Iron Mask, basado en el libro Man in the Iron Mask, escrito por Alexandre Dumas. El álbum fue titulado Revenge Is My Name. Las pistas del bajo fueron grabadas por Vassili Moltchanov (Magic Kingdom, Cryme). Las voces fueron realizadas por Phil Lethaw (Karyan, Cryme, Stormy Night) y los teclados fueron interpretados por Youri De Groote

### Hordes of the Brave (2005)
En abril del 2005, Iron Mask tuvo un cambio en su línea para el álbum Hordes of the Brave. La banda introdujo a un nuevo vocalista, 
Goetz "Valhalla Jr" Mohr (Arrow, Hanz DAMF, Rolf Munkes). Además, para este álbum, tienen a un vocalista invitado, Oliver Hartmann (At Vance, Avantasia, Edguy, Aina, Magic Kingdom, Freedom Call, Helloween), que aportó su voz en tres canciones. El tecladista Richard Andersson (Majestic, Time Réquiem, Space Odyssey, Karmakanic, Evil Masquerade, Adagio, Silver Seraph) se encarga de todos los solos de teclado en el álbum Hordes of the Brave.
En noviembre del 2005, la banda dio varios conciertos en Europa para promocionar su álbum "Hordes of the Brave". De gira con los veteranos del heavy metal canadiense Anvil y Phamtom X. Los espectáculos fueron grabados y como resultado, en 2008, Iron Mask contribuyó al documental acerca de Anvil, llamado " Anvil! The Story of Anvil", así como a la banda sonora de la película

### Shadow of the Red Barón (2010)
En 2010, sale a la luz el tercer álbum de la banda, titulado Shadow of the Red Barón. Petrossi compuso y produjo 11 canciones. Las voces fueron realizadas por Goetz "Valhalla Jr" Mohr en todas las canciones, a excepción de "Dreams", que fue cantada por el vocalista Oliver Hartmann. Otro de los invitados fue Lars Eric Mattsson, quien aportó su solo de guitarra en "Sahara". Las pistas de bajo fueron realizadas por Vassili Moltchanov y las pistas de batería fueron hechas por un nuevo baterista, Erik Stout (Vengeance, Joe Stump, Daise Shayne). Los teclados fueron realizados por Andreas Lindahl (Wuthering Heights, The Murder of My Sweet, Narnia (banda), Loch Vostok, Audiovision, Manticora, ZooL, Platitude). Al igual que con el anterior álbum, Roma Siadletski (Magic Kingdom) realiza vocales extremas. Jens Bogren (Symphony X, Opeth, Soilwork, Paradise Lost, Universum, Amon Amarth, Collarbone) es el encargado de las mezclas y el sonido.
Debido a los problemas de salud de Goetz "Valhalla Jr." Mohr, los integrantes de Iron Mask tuvieron que reemplazarlo por Carsten "Lizard" Schulz (Domain, Altaria (banda), Shining Line, Eden's Curse) para que interpretara las vocales en el Graspop Metal Meeting el 26 de junio de 2010, en Dessel, Bélgica. También se manifestaron cambios en su formación: Ramy Ali (Freedom Call, Kiske / Somerville, Evidence one, State of Rock) que era el nuevo baterista de la banda. Philippe Giordana (Magic kingdom, Fairyland (banda), Kerion) se encarga de las pistas de teclado debido a que Andreas Lindahl estaba ocupado en otros proyectos. El 4 de diciembre de 2010, la misma formación de la banda hizo su presentación en el Frostrock Metal festival, ubicada en Kuurne, Bélgica, junto con At Vance, ReVamp y Primal Fear.

### Black as Death (2011)
El 30 de abril de 2011, la banda tocó en el evento Power & Prog Metal Fest Mons, Bélgica, compartiendo escenario con Europe, Hammerfall, Gamma Ray y Vanden Plas.
En julio de 2011, la banda anunció que para su próximo álbum, Black as Death, introducirían a Mark Boals (Yngwie Malmsteen, Royal Hunt, Ring of Fire), y como artista invitado a Göran Edman (Karmakanic, Brazen Abbot, Jayce Landberg, Time Requiem). Mats Olausson (Yngwie Malmsteen, Ark (banda), Evil Masquerade, John Norum) será el encargado de todas las pistas de teclado. La mezcla y la producción se llevará a cabo por Dennis Ward (Pink Cream 69). En septiembre de 2011, la banda firmó con AFM Records. Más adelante, el 16 de diciembre de 2011, es lanzado el álbum "Black As Death".

### Fifth Son of Winterdoom (2013)
En 2013, Iron Mask anunció el que sería su quinto álbum de estudio, "Fifth Son of Winterdoom". Salió a la venta el 8 de noviembre de 2013.

### Diabólica (2014)
En julio de 2014, la banda comenzó a trabajar en un nuevo álbum de estudio, y dos años más tarde, se anunció que el próximo álbum de estudio de la banda, Diabolica, se lanzaría el 23 de septiembre de 2016, en AFM Records. El disco en cuestión cuenta con el ingreso del nuevo cantante argentino Diego Valdez.

## Discografía

### Álbumes de estudio
- 2002 - Revenge Is My Name
- 2005 - Hordes of the Brave
- 2010 - Shadow of the Red Baron
- 2011 - Black as Death
- 2013 - Fifth Son of Winterdoom
- 2016 - Diabólica
- 2020 - Master of Masters

### Contribuciones
- V/A - Beyond Inspiration: A Tribute to Uli Jon Roth (2003, Lion Music) - "Yellow Raven"
- V/A - Blackmore's Castle vol.1: A Tribute to Deep Purple & Rainbow (2003, Lion Music) - "Gates of Babylon"
- V/A - Give Us Moore!: A Tribute to Gary Moore (2004, Lion Music) - "Out in the Fields"
- V/A - Anvil! The Story of Anvil: Soundtrack (2008) - "Holy War"
- V/A - Embrace the Sun - Lion Music Japan Benefit Album (2011, Lion Music) - "Sons of the Sun"

## Videoclips
- «Revenge Is My Name» (2002)
- «Forever In The Dark» (2010)
- «God Punishes, I Kill» (2011)

## Miembros

### Miembros actuales
- Dushan Petrossi - Guitarra, bajo (2002-presente)
- Diego Valdez - Voz (2014-presente)
- Vassili Moltchanov - Bajo (2002-presente)
- Ramy Ali - Batería (2011-presente)

### Antiguos Miembros e Invitados
- Goetz "Valhalla Jr." Mohr - Voz
- Roma Siadletski - Voces Extremas y coros
- Carsten "Lizard" Schulz - Voz (ocasionalmente en vivo)
- Göran Edman - Voz
- Oliver Hartmann - Voz y coros
- Phil Letaw - Voz
- Richard Andersson - Teclado
- Mats Olausson - Teclado
- Youri DeGroote - Teclado
- Erik Stout - Batería
- Anton Arkhipov - Batería
- Lars Eric Mattsson - Guitarra